# Apogon spilurus
Apogon spilurus är en fiskart som beskrevs av Regan, 1905. Apogon spilurus ingår i släktet Apogon och familjen Apogonidae. Inga underarter finns listade i Catalogue of Life.